# Clothes
Clothes è un film muto del 1914 diretto da Francis Powers che si basa sull'omonimo lavoro teatrale di Avery Hopwood e Channing Pollock, andato in scena a New York l'11 settembre 1906 al Manhattan Theatre di Broadway.

## Produzione
Il film fu prodotto dalla Famous Players Film Company.

## Distribuzione
Il film - presentato da Daniel Frohman - uscì nelle sale cinematografiche USA il 10 marzo 1914.